# تدخل ديمقراطي

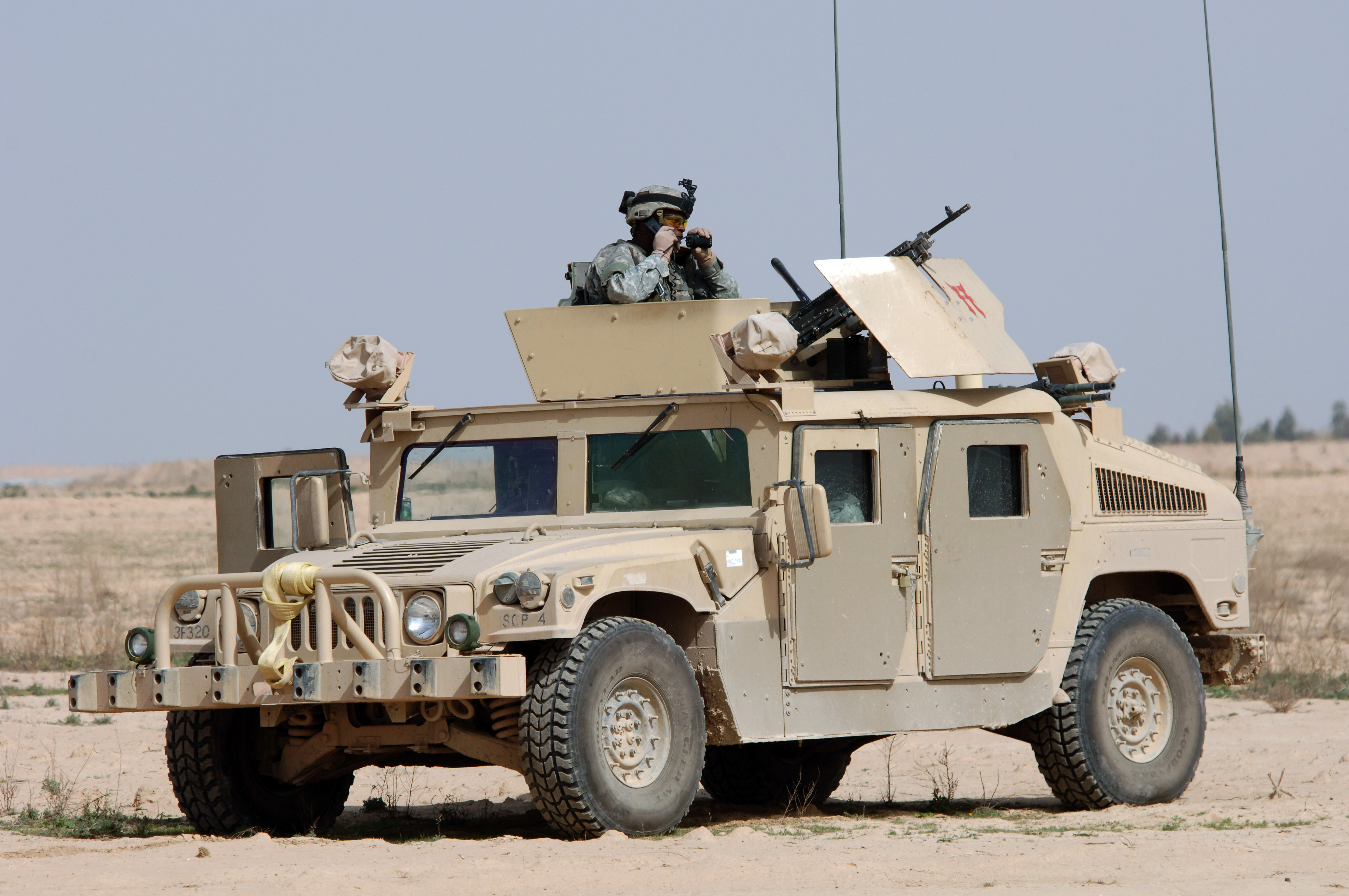
محافظة صلاح الدين، العراق

التدخل الديمقراطي هو تدخل عسكري تنفذه قوى خارجية في دولة ما بهدف المساعدة على إضفاء الطابع الديمقراطي فيها. من الأمثلة على ذلك التدخل في أفغانستان والعراق. استمر حدوث التدخل الديمقراطي طيلة منتصف القرن العشرين، كما تجلى في اليابان وألمانيا بعد الحرب العالمية الثانية، عندما جرى إرساء الديمقراطية بالتدخل العسكري.
من شأن آليات العدوان العسكري أن تيسر عملية التدخل الديمقراطي، ولكنها قد تنطوي كذلك على أساليب غير عدوانية. ما تزال الأسس القانونية للتدخل الديمقراطي موضع خلاف ومحاطة بالقلق بين التأويلات التشريعية ضيقة الأفق وضعف الطابع الإلزامي لأنظمة القانون الدولي.
يُعزى اضطلاع الدول في عملية التدخل الديمقراطي لأسباب متنوعة تتراوح بين المصالح الوطنية والأمن الدولي. يعترف أنصار التدخل الديمقراطي بتفوق الأنظمة الديمقراطية على الاستبدادية في جوانب السلام والاقتصاد وحقوق الإنسان. تُوجّه العديد من الانتقادات إلى التدخل الديمقراطي والمتمثلة بانتهاك سيادة الدولة التي يحدث التدخل فيها وعدم مراعاة التدخل الديمقراطي للتعقيدات الثقافية في دولة ما.
تؤيد الديمقراطيات الليبرالية الغربية كالولايات المتحدة التدخل الديمقراطي، بينما تنظر دول أخرى كالصين وكوريا الشمالية إلى هذا التدخل باعتباره آلية لتعزيز نفوذ الدولة المتدخلة.

## الوسائل
تتباين الوسائل التي يمكن توظيفها لسن سياسات التدخل الديمقراطي وتتراوح بين العدوان العسكري والوسائل غير العنيفة، وتشمل:
- العدوان العسكري: استخدام القوة العسكرية لفرض الديمقراطية في دولة أخرى عن طريق الاحتلال أو وسائل أخرى.
- الحرب بالوكالة: تمويل الجماعات المسلحة المؤيدة للديمقراطية وتنسيقها وتحريضها ضد خصومها وحلفائهم غير الديمقراطيين.
- العقوبات الاقتصادية: فرض عقوبات تجارية ومالية على الدول غير الديمقراطية بغرض تعزيز الديمقراطية.
- حرب المعلومات: توظيف تكنولوجيا المعلومات والاتصالات لنشر الدعاية والتضليل الإعلامي في الدول غير الديمقراطية لتحريض الحركات المؤيدة للديمقراطية.
- المعونة الخارجية: توفير الموارد لدعم عملية التحول من الحكم الاستبدادي إلى الديمقراطي.

## تاريخيًا
من الأمثلة المبكرة على التدخل الديمقراطي احتلال اليابان وألمانيا بعد انتصار الحلفاء في الحرب العالمية الثانية. خلال الفترة من 1947 إلى 1952، ألغى العدوان العسكري مجلس الوزراء في اليابان أثناء الحرب وحل محله مجلس وزراء وافق عليه الحلفاء والذي اضطلع بمهمة تنفيذ إعلان بوتسدام الذي دعا إلى تعزيز الديمقراطية البرلمانية. اضطلعت حكومة الولايات المتحدة بدور نشط في صياغة سياسات التدخل الديمقراطي في اليابان. أرسلت حكومة الولايات المتحدة معونة بمليارات الدولارات لتشجيع الإصلاح الديمقراطي وتعزيز الديمقراطية. حظر الجنرال ماكارثر بعض الممارسات الثقافية كالبغاء لأنها تعارض المثل العليا للديمقراطية وفرض تعزيز القيم الديمقراطية في جميع جوانب التعليم.
كان للولايات المتحدة دور بارز في إضفاء الطابع الديمقراطي القسري على ألمانيا في مرحلة ما بعد النازية وتجنيدها في السنوات التي تلت عام 1945. تألف التدخل الديمقراطي في ألمانيا الغربية من الوجود العسكري الأجنبي للحلفاء، والرقابة على جميع وسائل الإعلام الألمانية، واضطهاد الأفراد والحركات المناهضة للديمقراطية والمتعاطفة مع النازية.

### التدخل الديمقؤاطي في القرن الواحد والعشرين

#### العراق (2003- 2011)
في عام 2003، بدأ التدخل الديمقراطي في العراق، والذي كان مُستَلهمًا جزئيًا من المبادئ الديمقراطية ومن الافتراض بأن إرساء الديمقراطية في العراق من شأنه أن يلهم المزيد من الديمقراطية في الشرق الأوسط. انطوى التدخل الديمقراطي في العراق على الإطاحة بنظام صدام حسين الاستبدادي عن طريق استخدام القوة العسكرية واستبداله بنظام ديمقراطي برلماني. ساهمت سلطة التحالف المؤقتة بقيادة الولايات المتحدة في تشجيع عملية صياغة الدستور من أجل الديمقراطية الجديدة في العراق. في عام 2005، ساعدت الولايات المتحدة في إجراء انتخابات ديمقراطية متعددة الأحزاب في العراق، والتي تجسدت بدورها في إدماج السكان الأكراد والشيعة الذين كانوا مضطهدين سابقًا. تولى نوري المالكي رئاسة الحكومة الجديدة. استمر الوجود العسكري للولايات المتحدة في العراق حتى عام 2011، عقب منح السلطة لحكومة ما بعد الغزو لحماية المؤسسات الديمقراطية المُنشأة حديثًا من حركات التمرد العنيفة التي مارستها الأقلية السنية. في عام 2014، تدخلت الولايات المتحدة عسكريًا في العراق ردًا على نشوء دولة العراق الإسلامية وجماعة تحرير العراق، وذلك لمنع انتشار الإرهاب العنيف والحفاظ على مؤسسات الدولة الديمقراطية في العراق.